# Carmit Bachar
Carmit Bachar (Hebreeuws: כרמית בכר; Los Angeles, 4 september 1974) is een Amerikaans danseres, zangeres, model, showgirl en actrice. Ze is voormalig lid van The Pussycat Dolls, waarvan ze in 1995 lid werd. Haar toenmalige Pussycat Doll-naam is Foxy Doll. Tegenwoordig zit ze bij de electro/pop duo LadyStation.

## Privé
Bachar is van gemengde afkomst. Haar vader is van oorsprong Joods-Israëlisch en Indonesisch, haar moeder is van oorsprong Nederlands en Chinees. Ze is inmiddels verloofd en bracht op 18 september 2011 haar dochter Keala Rose op de wereld.